# جزر القمر للطيران
جزر القمر للطيران هي شركة الطيران الوطنية في جزر القمر، يقع مقرها الرئيسي في العاصمة موروني وتتخذ من مطار الأمير سعيد إبراهيم الدولي مركزاً لعملياتها، تأسست الشركة سنة 1996 وبدأت عملياتها سنة 1997، تقدم جزر القمر للطيران خدماتها إلى سبعة وجهات في جنوب وشرق أفريقيا، وبلغ عدد موظفي الشركة 82 موظفاً في مارس 2007.

## الوجهات
- جزر القمر
  - موروني (مطار الأمير سعيد إبراهيم الدولي) [مركز العمليات]
  - أنجوان (مطار أنجوان).
  - موهيلي (مطار موهيلي).
- تنزانيا
  - دار السلام (مطار دار السلام الدولي).
- مدغشقر
  - أنتاناناريفو (مطار أنتاناناريفو الدولي).
  - ماهاجانغا (مطار ماهاجانغا).

## الأسطول
يتكون أسطول الشركة في مارس 2009 من:
- طائرة واحدة من طراز إمبراير 120.
- طائرتين من طراز ليت إل 410.